# Berghütte Skakawiza
Die Berghütte „Skakawiza“ (bulg. хижа „Скакавица“; abgekürzt: х. Скакавица) war die erste Berghütte in Bulgarien. Sie wurde 1921 und 1922 von Touristen und Mitgliedern des Tourismusvereins der Stadt Dupniza erbaut. Die Berghütte steht in 1876 Metern über dem Meeresspiegel im Nordwesten des Rila-Gebirges, das seinerseits im Südwesten Bulgariens liegt.
Die Hütte steht im Nationalpark Rila, im Skakawischka-Tal, in der Gegend Goljama Skakawiza, am Osthang des 2531 m hohen Kabul-Gipfels.
Das Gebäude ist ein massiver, dreistöckiger Bau, mit 89 Betten, eigenen Sanitäranlagen, Wasserversorgung und eigener Stromversorgung durch einen wassergetriebenen Generator. Geheizt wird mit Öfen für feste Brennstoffe. Es gibt für die Touristen einen Speisesaal, eine Küche und eine kleine Bar.
Die Berghütte ist als Nummer 25 unter den 100 nationalen touristischen Objekten Bulgariens aufgelistet, die vom Bulgarischen Tourismusverband erstellt wurde.

## Benachbarte Berghütten und Wanderrouten
- zum Wasserfall Skakawiza – ca. 30 Minuten Fußmarsch
- zur Berghütte Pionerska  – ca. 1,5 Stunden Fußmarsch
- zum Talkessel mit den Sieben Rila-Seen (am See Babreka [die Niere] vorbei) – ca. 1,5 Stunden Fußmarsch
- zur Berghütte Iwan Wasow  (am Suchija rid entlang) – ca. 4 Stunden Fußmarsch
- zur Berghütte Die sieben Seen  – ca. 1,45 Stunden Fußmarsch (markierter Pfad)
- zur Berghütte Rilaseen  – ca. 1 Stunden Fußmarsch (markierter Pfad)
- zur Berghütte Lowna  – ca. 1,5 Stunden Fußmarsch (markierter Pfad)
- zum Berggipfel Kabul  – ca. 2 Stunden Fußmarsch (markierter Pfad)
- zum Berggipfel Otowischki  – ca. 2,3 Stunden Fußmarsch (markierter Pfad)
- zur Berghütte Wada  – ca. 2,5 Stunden Fußmarsch (markierter Pfad)
- zur Berghütte Maljowiza  – ca. 6 Stunden Fußmarsch (markierter Pfad)
- zum Rila-Kloster  – ca. 7 Stunden Fußmarsch (markierter Pfad)

## Ausgangspunkte für den Aufstieg zur Berghütte Skakawiza
- vom Dorf Panitschischte (bulg. Паничище)  –  ca. 2,5 Stunden Fußmarsch
- von der Stadt Saparewa Banja  –  ca. 4 Stunden Fußmarsch